# In Maoriland
In Maoriland è un cortometraggio muto del 1912. Il nome del regista non viene riportato nei credit del film, un documentario sulla Nuova Zelanda prodotto dalla Selig.

## Produzione
Il film fu prodotto dalla Selig Polyscope Company.

## Distribuzione
Distribuito dalla General Film Company, il film - un cortometraggio di 100 metri - uscì nelle sale cinematografiche statunitensi il 26 luglio 1912. Nelle proiezioni, veniva programmato con il sistema dello split reel, accorpato in un'unica bobina con un altro cortometraggio prodotto dalla Selig, A Wartime Romance.